# Nürnberg
För andra betydelser, se Nürnberg (olika betydelser).
Nürnberg är en kretsfri stad och den näst största staden i förbundslandet Bayern (efter München) och den största i regeringsområdet Mittelfranken, såväl som hela Franken, i Tyskland, med cirka 500 000 invånare i själva staden och cirka 1,3 miljoner i storstadsområdet.

## Historia

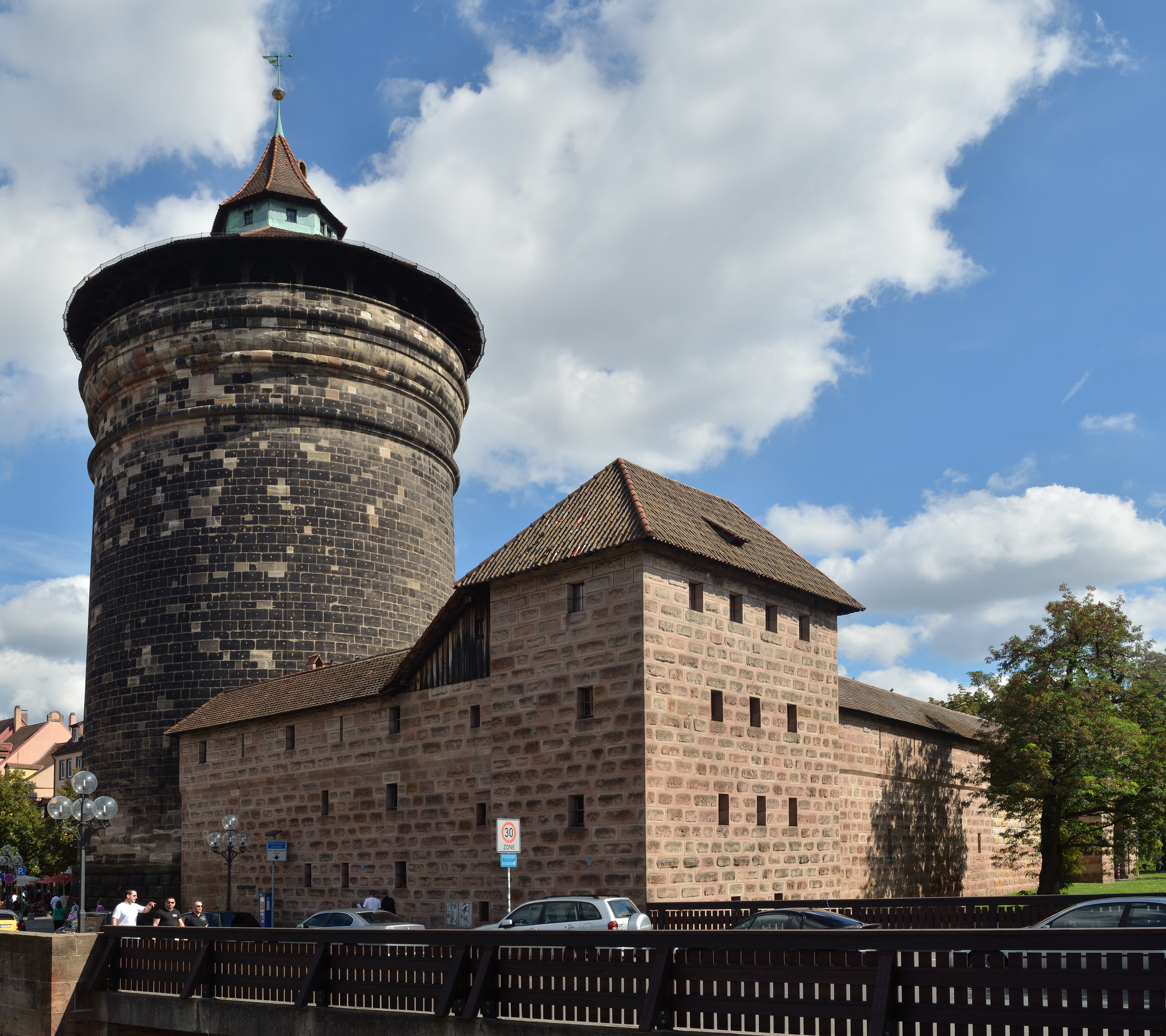
Spittlertor i Nürnberg.

Nürnberg omtalas första gången 1050. Staden lyckades 1219 bli riksomedelbar och utverka stora privilegier. Från 1200-talet leddes förvaltningen av det så kallade lilla rådet, bestående av 26 borgmästare, utsedda bland de adliga storköpmännen. Hantverkarupproren 1348–1349 medförde att även åtta representanter upptogs i rådet. I början av 1400-talet hade rådet i Nürnberg hela stadens förvaltning i sina händer, även mynt- och tullverket. Borgen invid Nürnberg och borglänet omkring staden bildade från 1105 Borggrevskapet Nürnberg, som 1191 kom i ätten Hohenzollerns ägo. Slitningarna mellan staden och borggrevarna ledde till 1388–1389 års krig, och 1427 köpte staden slutligen borgen vilket avslutade borggrevarnas epok. Nürnberg låg vid korsningen av en öst-västlig och en nord-sydlig handelsväg. Från mitten av 1300-talet blev i synnerhet handeln med Italien av stor betydelse. En livlig industri, främst metallvarumanufaktur blomstrade. Världens första mekaniska fickur, "Nürnberger Ei", tillverkades i staden.
Näringslivet ledning låg i händerna på ett fåtal rika familjer. Denna rikemansmiljö, i livlig kontakt med Italien, blev en av de främsta härdarna för den sydtyska renässansen. Bland annat namnen Peter Vischer, Veit Stoss, Adam Krafft, Albrecht Dürer, Peter Flötner, Hans Folz, Hans Sachs, Johannes Regiomontanus och Wilibald Pirkheimer är knutna till Nürnberg. Staden blev tidigt protestantisk, och en väldig kyrkoförmögenhet indrogs till staden. Här slöts 23 juli 1532 den nürnbergska religionsfreden. Handelsvägarnas omläggning under 1500-talet rubbade Nürnbergs stormaktsställning. Dess riksfrihet upphörde 1806, då Nürnberg blev bayerskt.
Nürnberg blev under tredje rikets tid känd genom de rikspartidagar som Nationalsocialistiska tyska arbetarepartiet (NSDAP) varje år från och med 1933 höll i staden. Nürnberg förstördes så gott som helt under andra världskriget, men vid återuppbyggnaden har man inriktat sig på att försöka återskapa den medeltida stadsstrukturen. Omedelbart efter kriget genomförde segrarmakterna krigsförbrytarrättegångar i staden, de så kallade Nürnbergrättegångarna.

## Storstadsområde
Nürnbergområdet är det näst största storstadsområdet i Bayern, och många i regionen pendlar in till arbetsplatser och utbildningar i kärnstadsområdet, som utgörs av Nürnberg, Erlangen och Fürth samt närmaste omgivning. Hela pendlingsområdet består av de tre nämnda städerna samt ytterligare 84 omgivande städer och kommuner, bland annat Forchheim och Schwabach. Där utöver ingår 30 så kallade kommunfria områden i definitionen. 
| Områdestyp                  | Areal (km²) | Invånarantal 31 december 2009 | Densitet (inv/km²) |
| --------------------------- | ----------- | ----------------------------- | ------------------ |
| Kärnstäder                  | 326,67      | 723 271                       | 2 214,07           |
| Kärnstädernas närområde     | 229,31      | 182 869                       | 797,48             |
| Närliggande pendlingsområde | 2 067,71    | 416 558                       | 201,46             |
| Totalt                      | 2 623,69    | 1 322 698                     | 504,14             |

Nürnbergs yttre pendlingsregion (inklusive bland annat Ansbach och Neumarkt in der Oberpfalz) omfattar ytterligare 67 städer och kommuner. Hela pendlingsregionen (inre och yttre) hade 1 639 162 invånare 2009, på en yta av 5 158,20 kvadratkilometer.

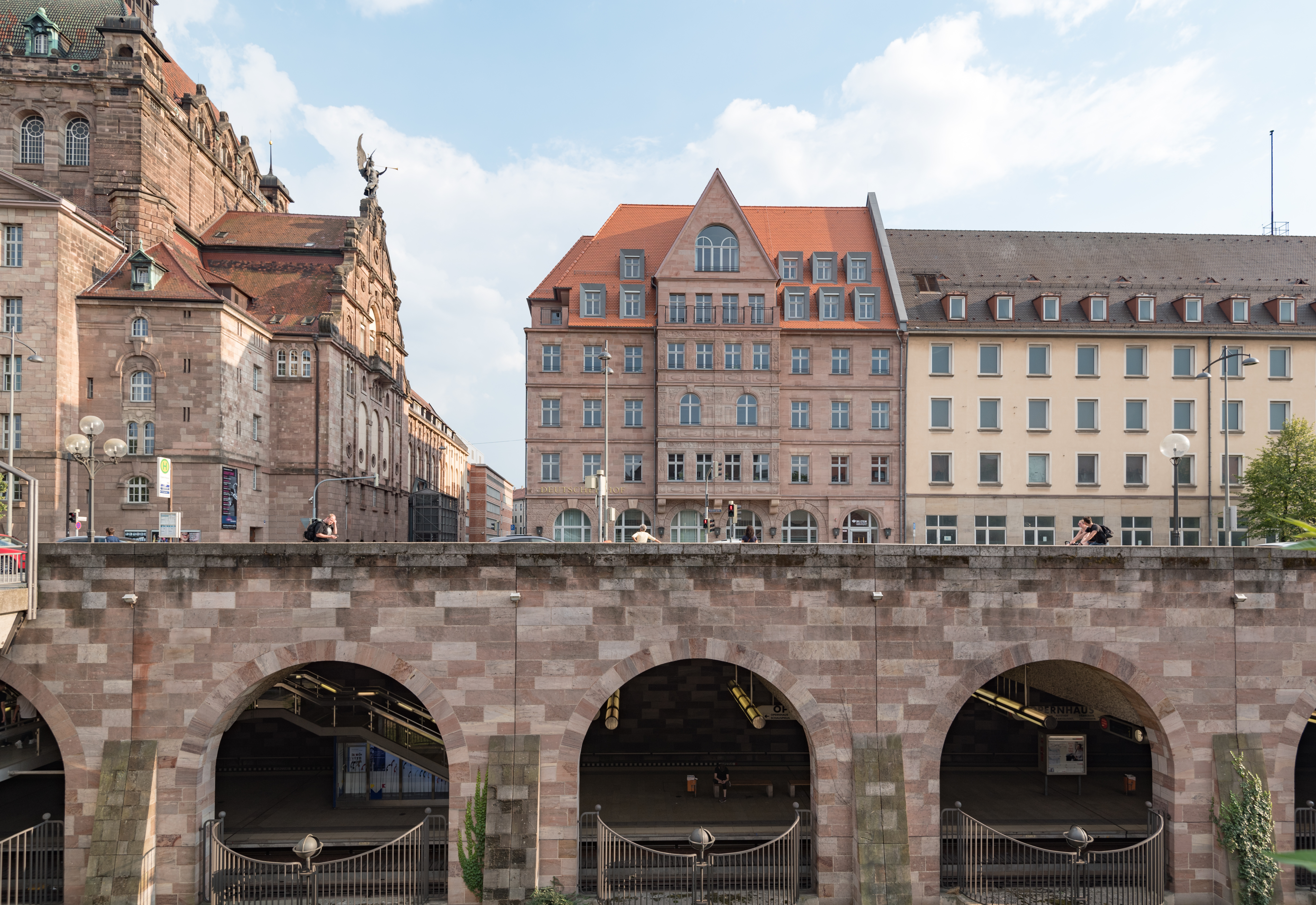
Opernhaus tunnelbanestation
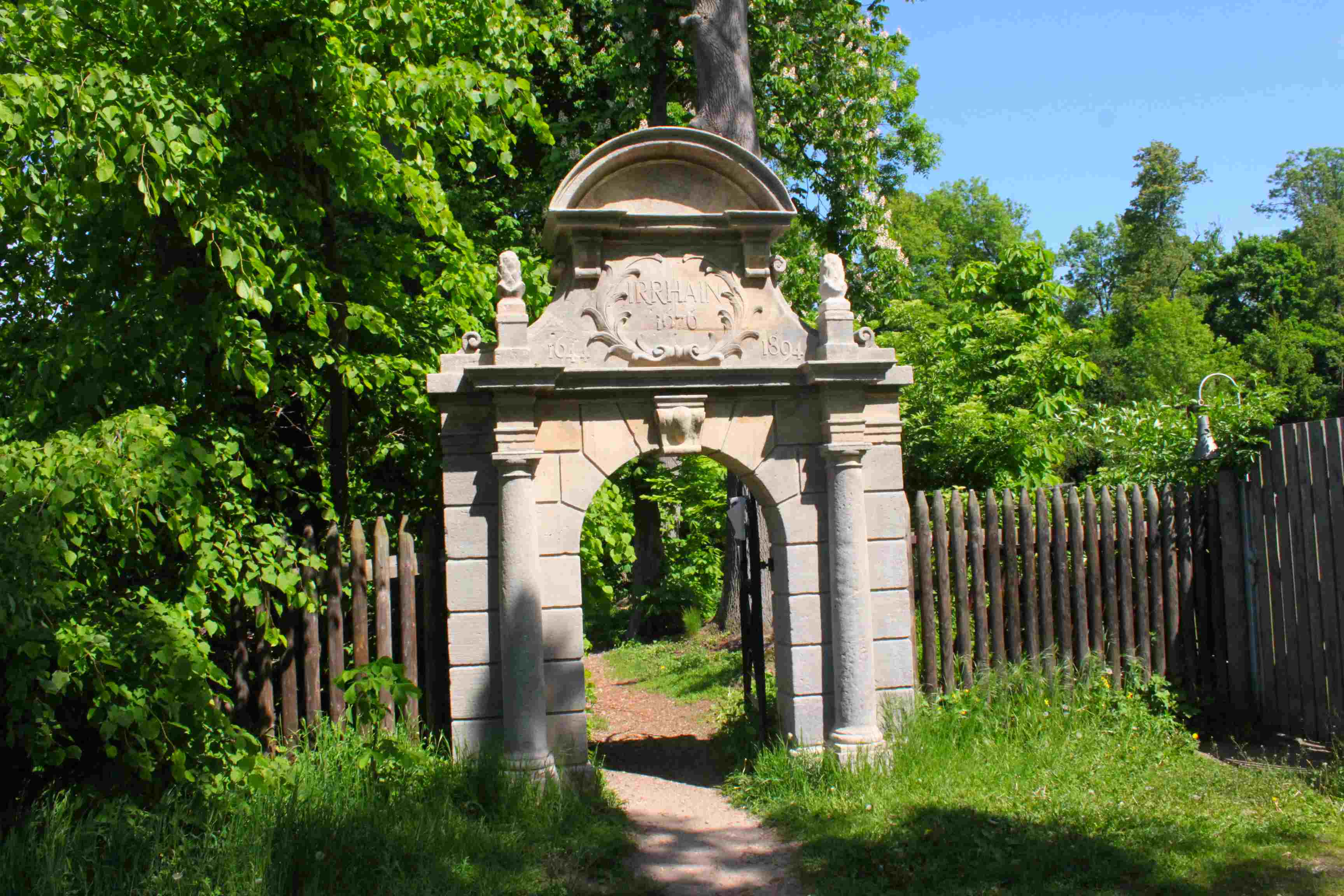
Portalen i Irrhain
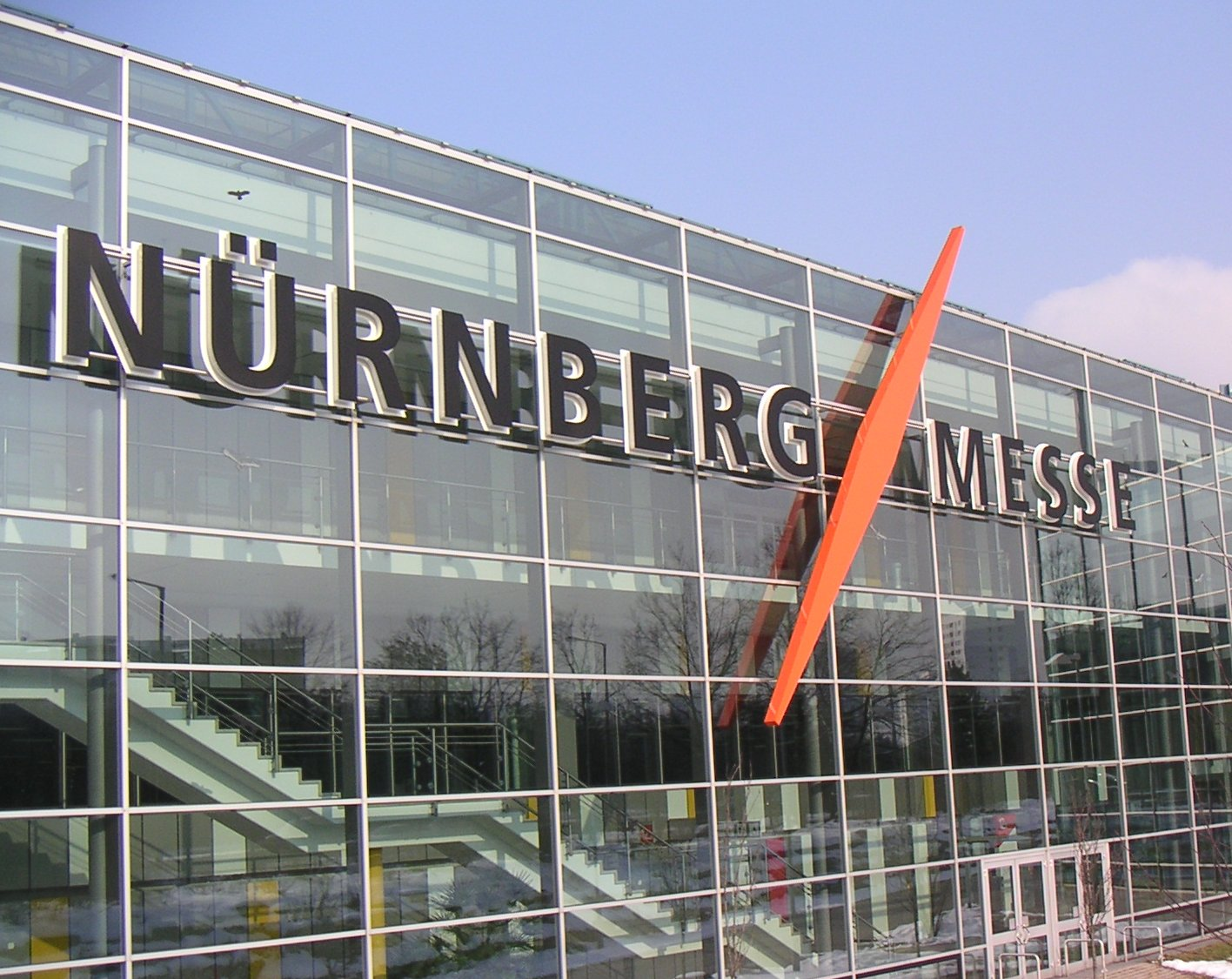
Mässhallen

## Kommunikationer
Nürnberg Hauptbahnhof trafikeras av flera järnvägslinjer bland annat Höghastighetslinjen Berlin–München, regionaltåg och pendeltåg (S-Bahn). Nürnberg har även en tunnelbana (U-Bahn) samt spårväg. Nürnbergs läge vid Main-Donau-kanalen och motorvägarna A3 (Frankfurt–Wien), A6 (Stuttgart–Prag), A9 (München–Berlin) och A73 (Nürnberg–Bamberg, och så småningom Erfurt), gör tillsammans med den internationella flygplatsen (Nürnbergs flygplats) att dess kommunikationer är väl tillgodosedda. 

## Utbildning
Högre utbildningar tillgodoses genom Friedrich-Alexander-universitetet i Nürnberg och Erlangen och tre fackhögskolor: Akademin för skapande konst, tekniska Ohm-högskolan och Evangeliska fackhögskolan för sociala utbildningar.

## Ekonomi
De viktigaste industrisektorerna i Nürnberg är maskintillverkning, elektroteknik (Siemens), radio- och tv-teknik, tryckeriteknik, fordonsteknik och mät- och styrteknik. Nürnberg har en stor penn- och kontorsmaterialindustri med företag som Faber-Castell, Staedtler och Stabilo. I staden finns dessutom ett stort antal (över 3 000) företag, som är av hantverkskaraktär.

## Kultur

### Sevärdheter

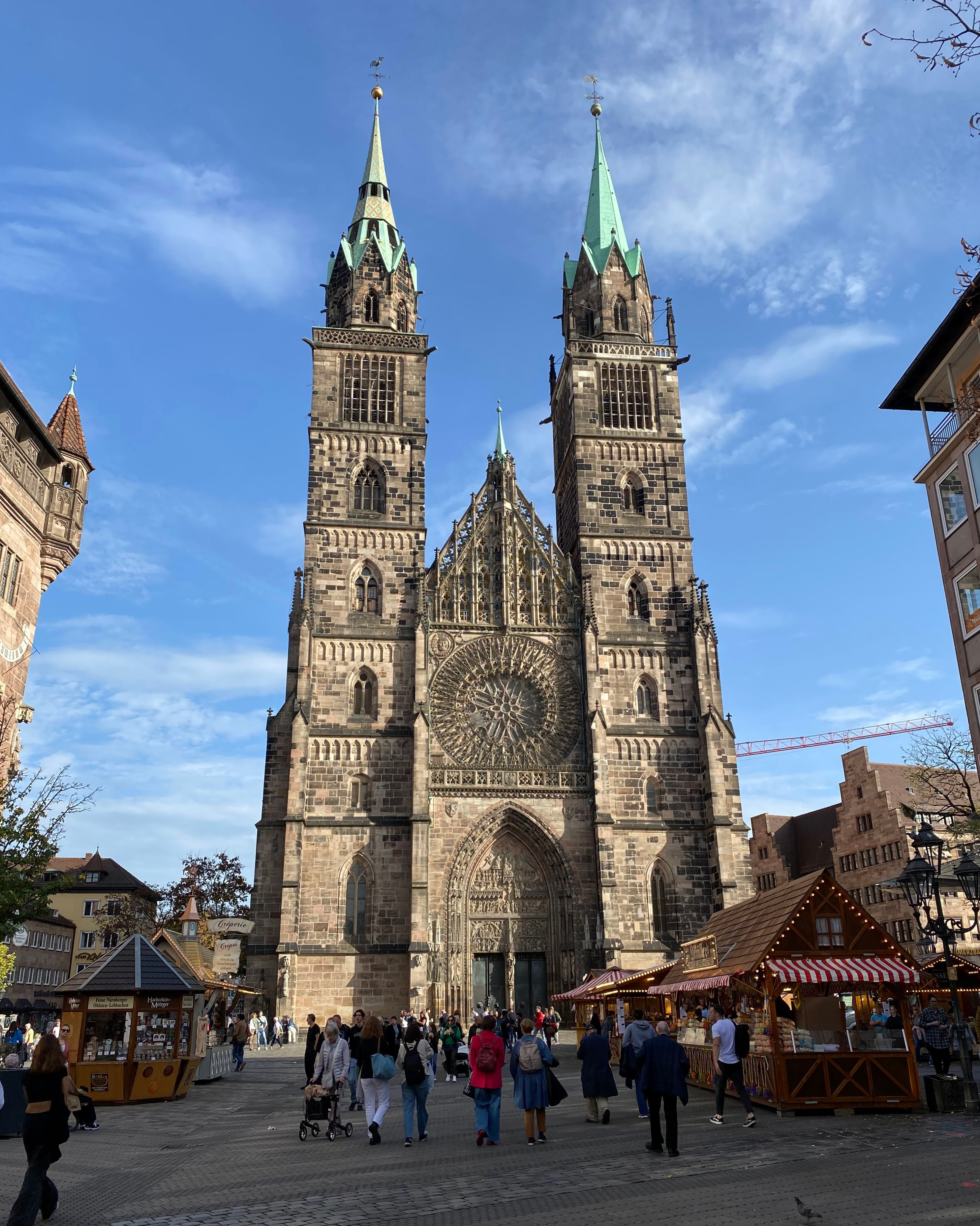
Sankt Lorenzkirche
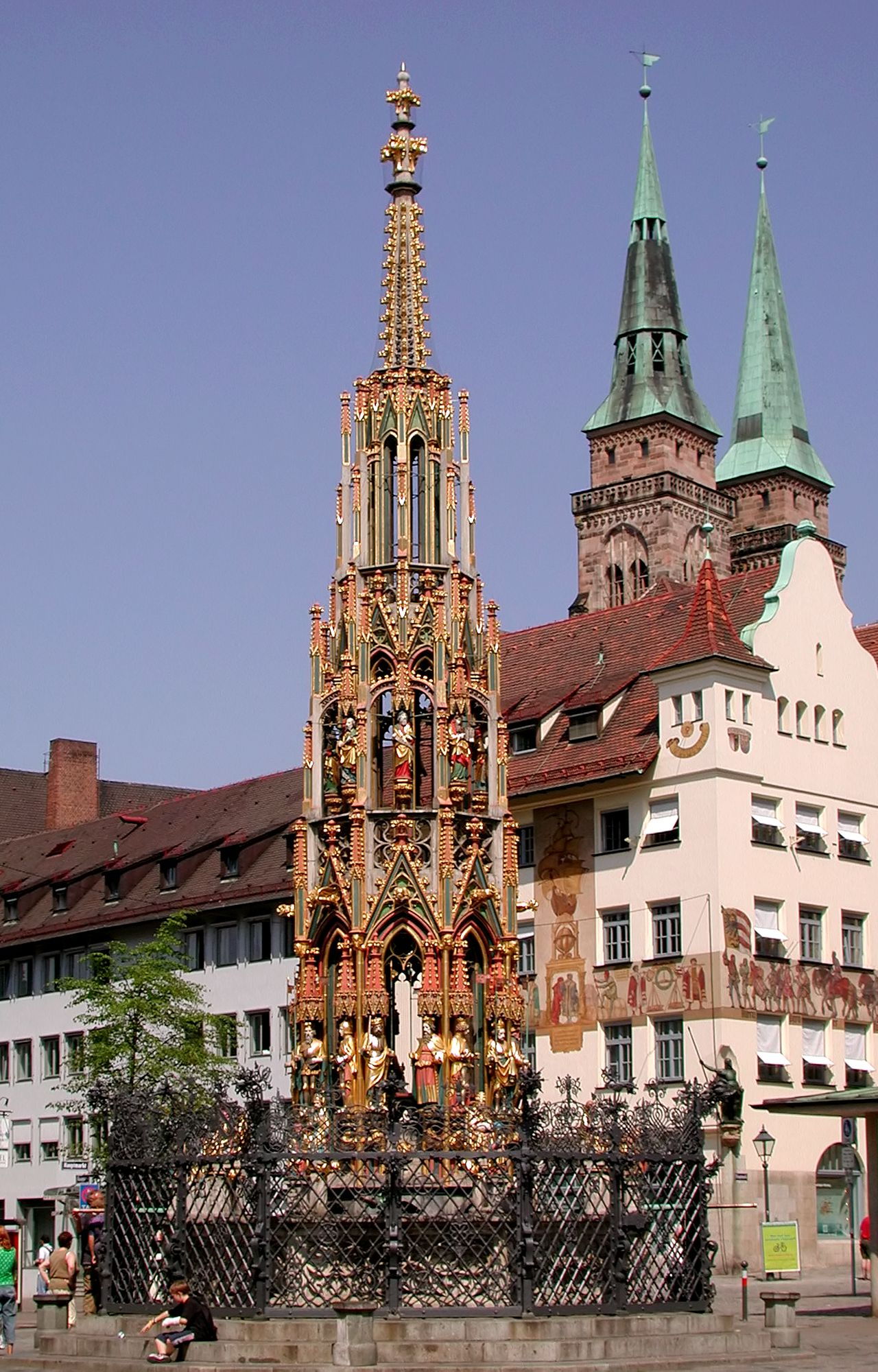
Schöner Brunnen
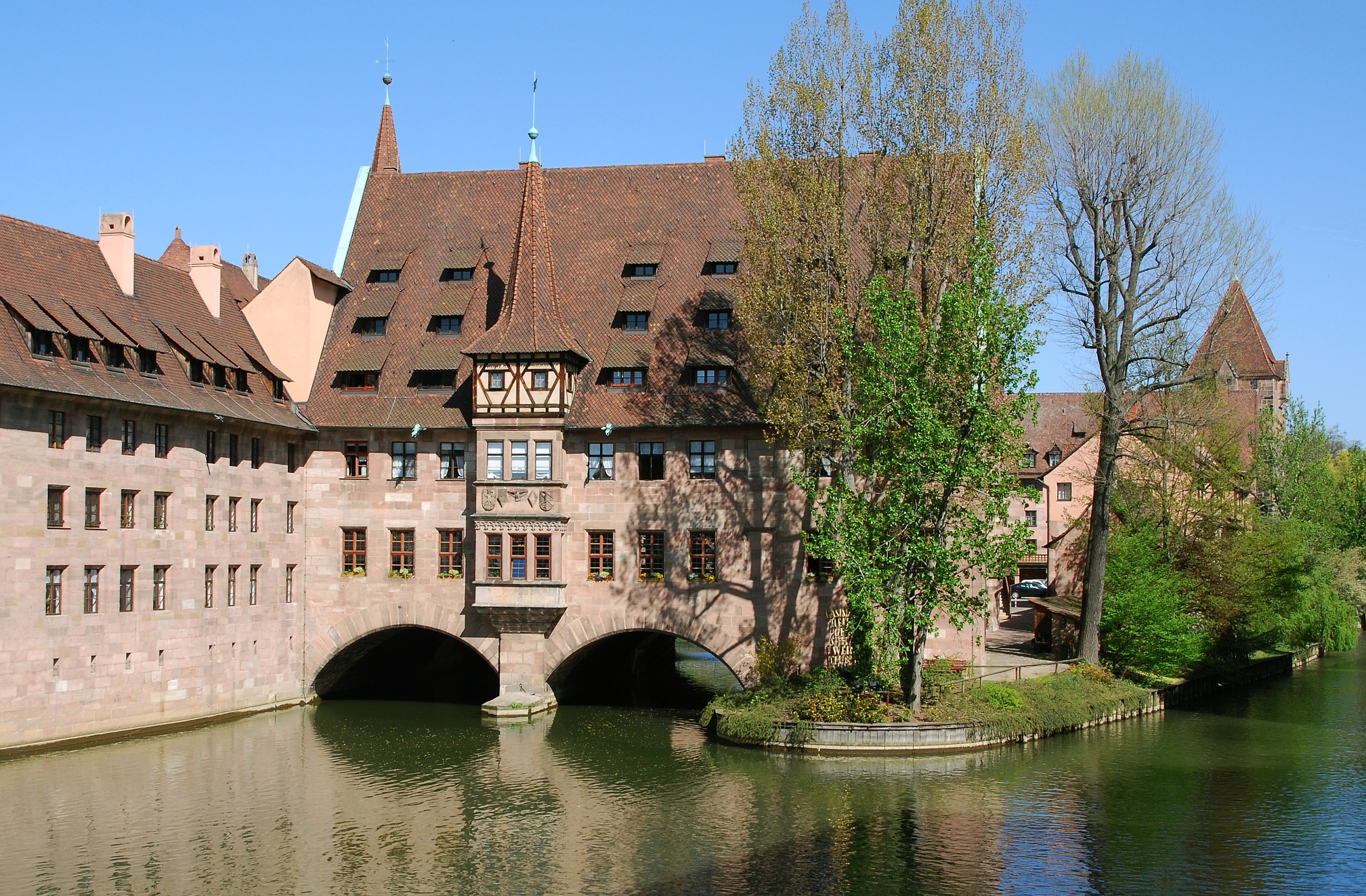
Heilig-Geist-Spital
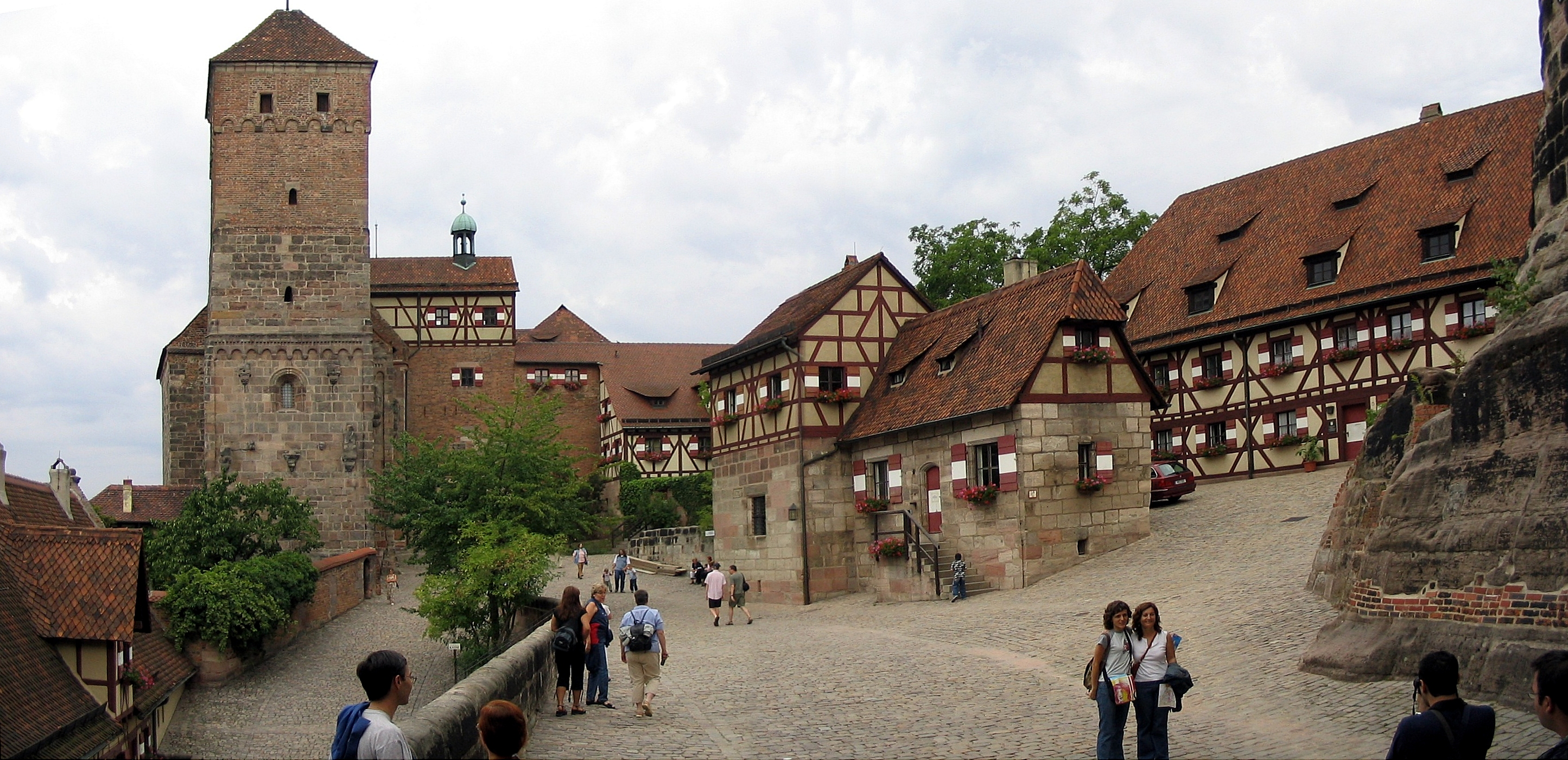
Kejsarslottet i Nürnberg
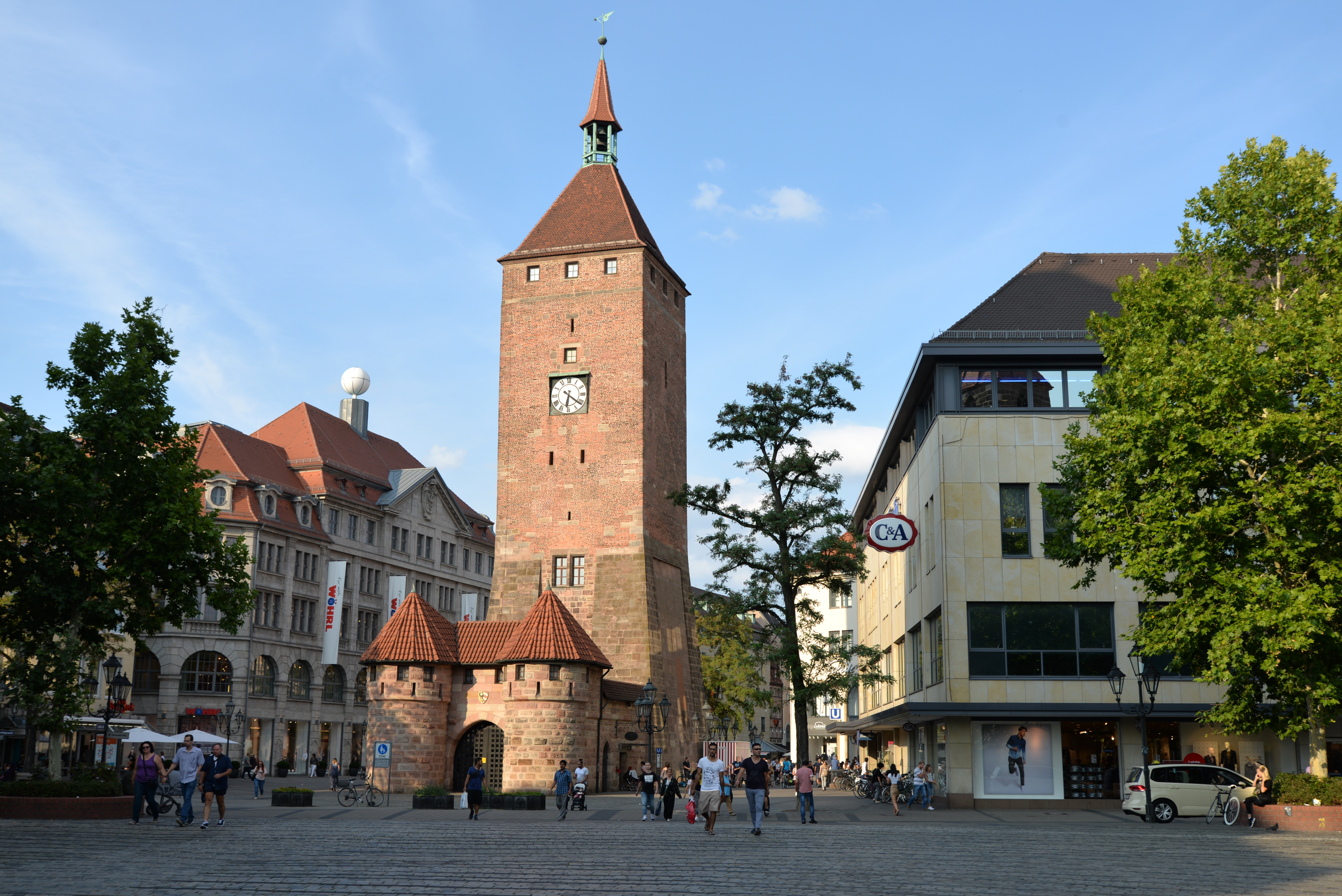
Weißer Turm
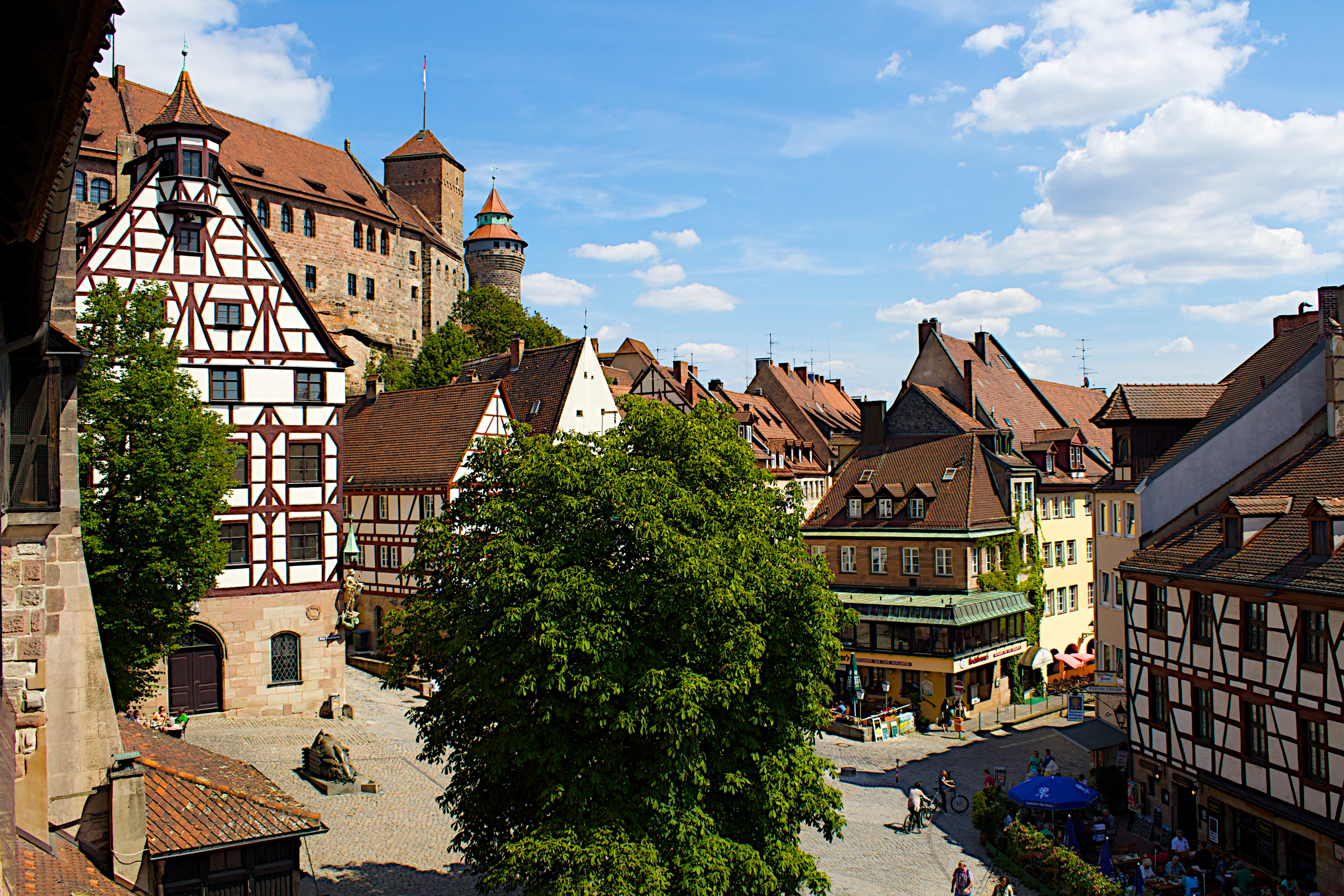
Tiergärtnertorplatz
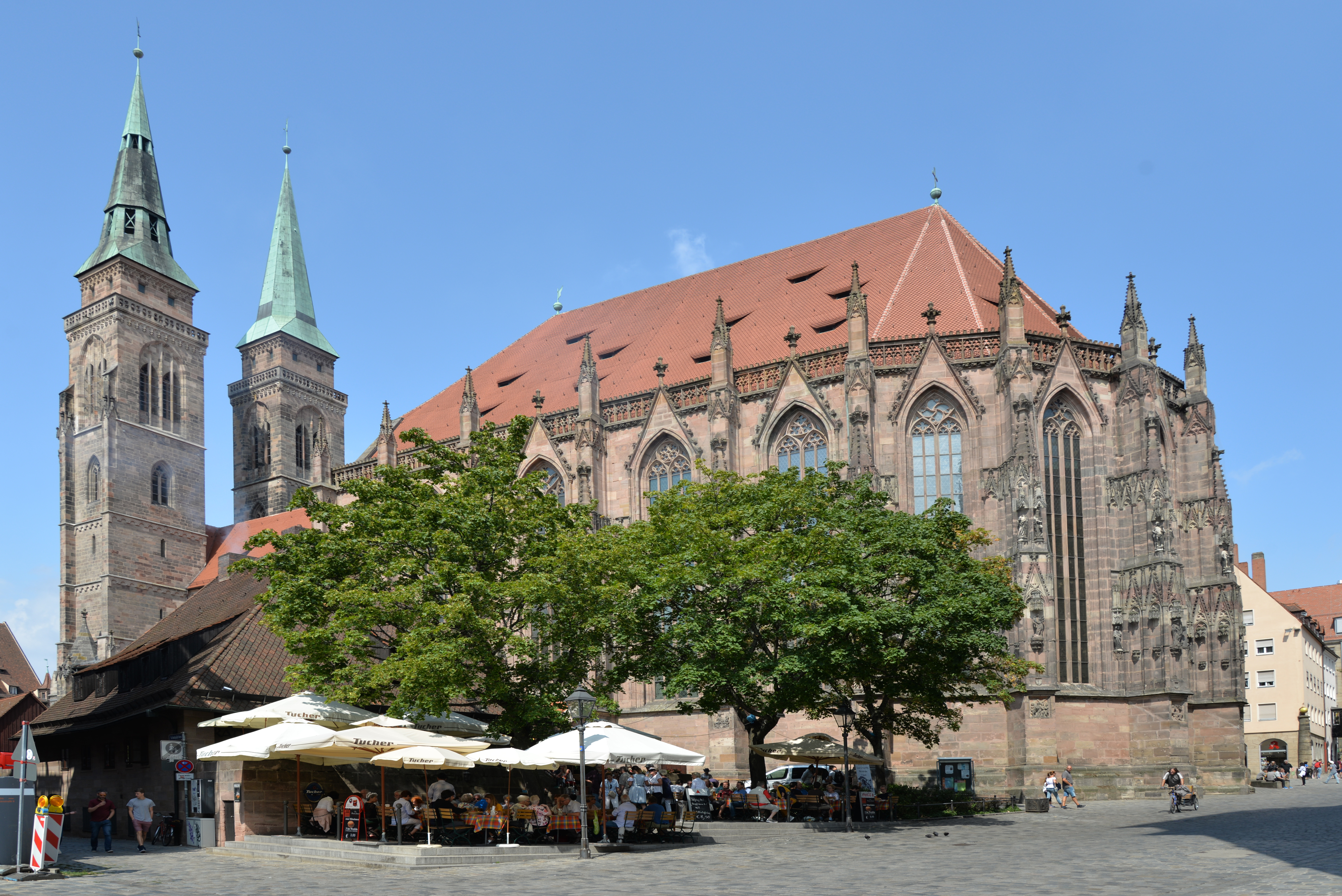
Sebalduskirche
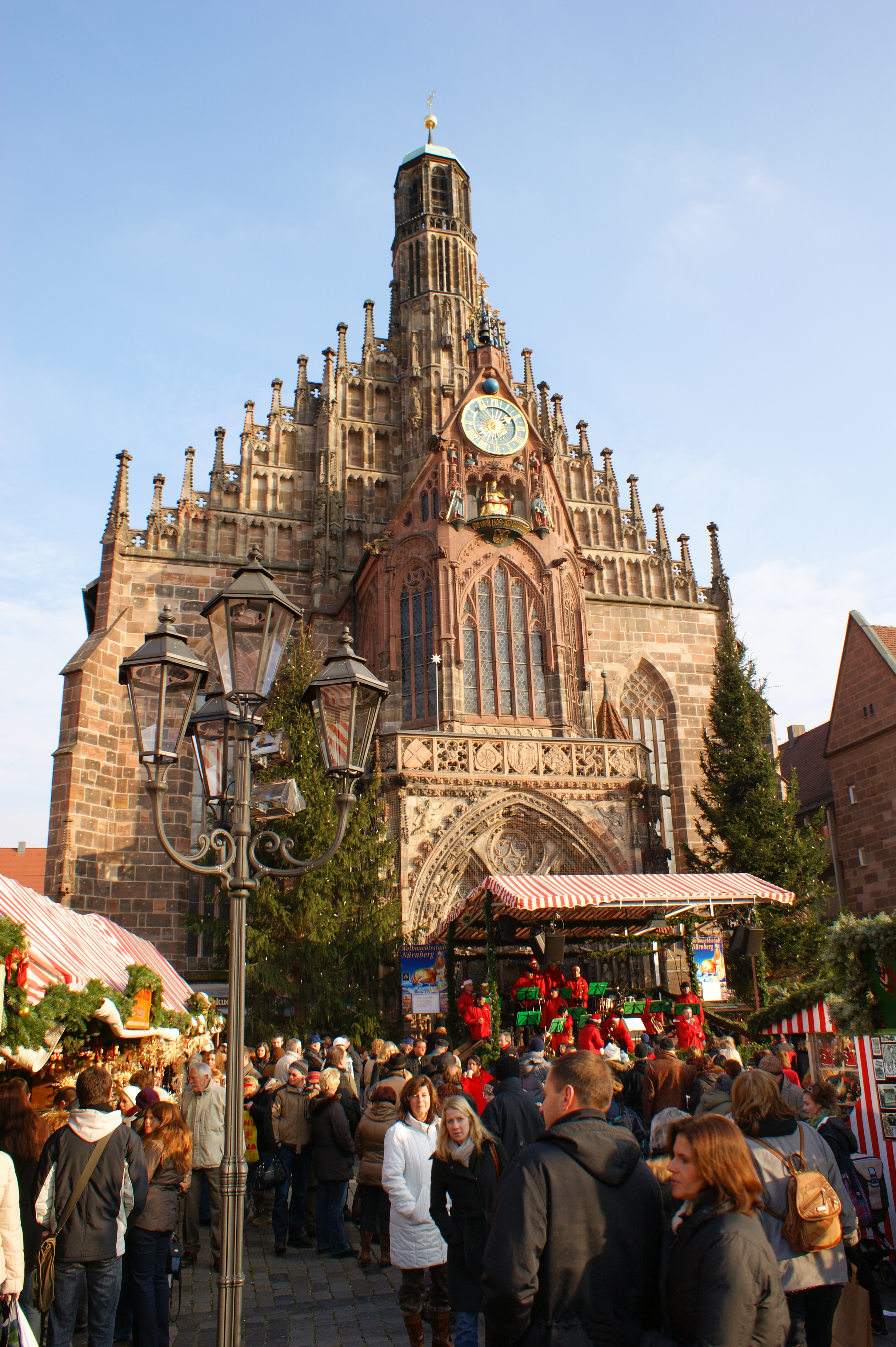
Frauenkirche

Bland Nürnbergs museer märks konstmuseet Germanisches Nationalmuseum och Nürnbergs transportmuseum. Sankt Lorenzkirche, som började byggas 1260, är en annan sevärdhet.
Nürnberg har också vuxit fram som en stor leksaksstad med stora årliga mässor för modelltåg och leksaker, däribland Spielwarenmesse International Toy Fair Nürnberg. I staden hålls årligen julmarknaden Christkindlesmarkt.
Den regionala dagstidningen Nürnberger Zeitung utkommer sedan 1804.

## Sport
Under VM i fotboll 2006 var Frankenstadion i Nürnberg en av spelarenorna. Stadens stora fotbollslag heter 1. FC Nürnberg och har blivit tyska mästare nio gånger, senast 1968. Sinupret Ice Tigers spelar ishockey i DEL; deras hemmaarena är Arena Nürnberger Versicherung.

## Personligheter
- Albrecht Dürer, målare , grafiker
- Peter Henlein, fickurets uppfinnare
- Johann Agricola, kompositör av kyrkomusik
- Johann Pachelbel, kompositör av orgelmusik
- Max Grundig, grundare av elektronikfirman Grundig
- Max Morlock, landslagsspelare i fotboll
- Kaspar Hauser, hittebarn
- Franz Wilhelm Neger, botaniker